# 希爾薇娜·戴莉亞
希爾薇娜·戴莉亞（1986年4月25日—）是一名阿根廷曲棍球運動員，曾代表國家參加2012年倫敦奧運的女子曲棍球比賽，並獲得一面銀牌。